# Miroirs de Hollande
Pour plus de détails, voir Fiche technique et Distribution.
Miroirs de Hollande (Spiegel van Holland) est un film néerlandais réalisé par Bert Haanstra, sorti en 1950. Il a reçu la Palme d'or du court métrage.

## Fiche technique
- Titre : Miroirs de Hollande
- Titre original : Spiegel van Holland
- Réalisation : Bert Haanstra
- Scénario : Bert Haanstra sur une idée Bert Haanstra et Koen van Os
- Musique : Max Vredenburg
- Photographie : Bert Haanstra
- Montage : Bert Haanstra
- Production : Piet van Moock
- Société de production : Forum Film
- Pays :  Pays-Bas
- Genre : Documentaire
- Durée : 10 minutes
- Dates de sortie : 
  -  Pays-Bas : 1950

## Distinctions
Le film a été présenté en sélection officielle au Festival de Cannes 1951.